# Isle-aux-Allumettes
L’Isle-aux-Allumettes, antiguamente Isle-des-Allumettes, Île-aux-Allumettes y L'Île-Allumettes, es un municipio perteneciente a la provincia de Quebec en Canadá. Es la sede del municipio regional de condado (MRC) de Pontiac en la región administrativa de Outaouais.

## Geografía

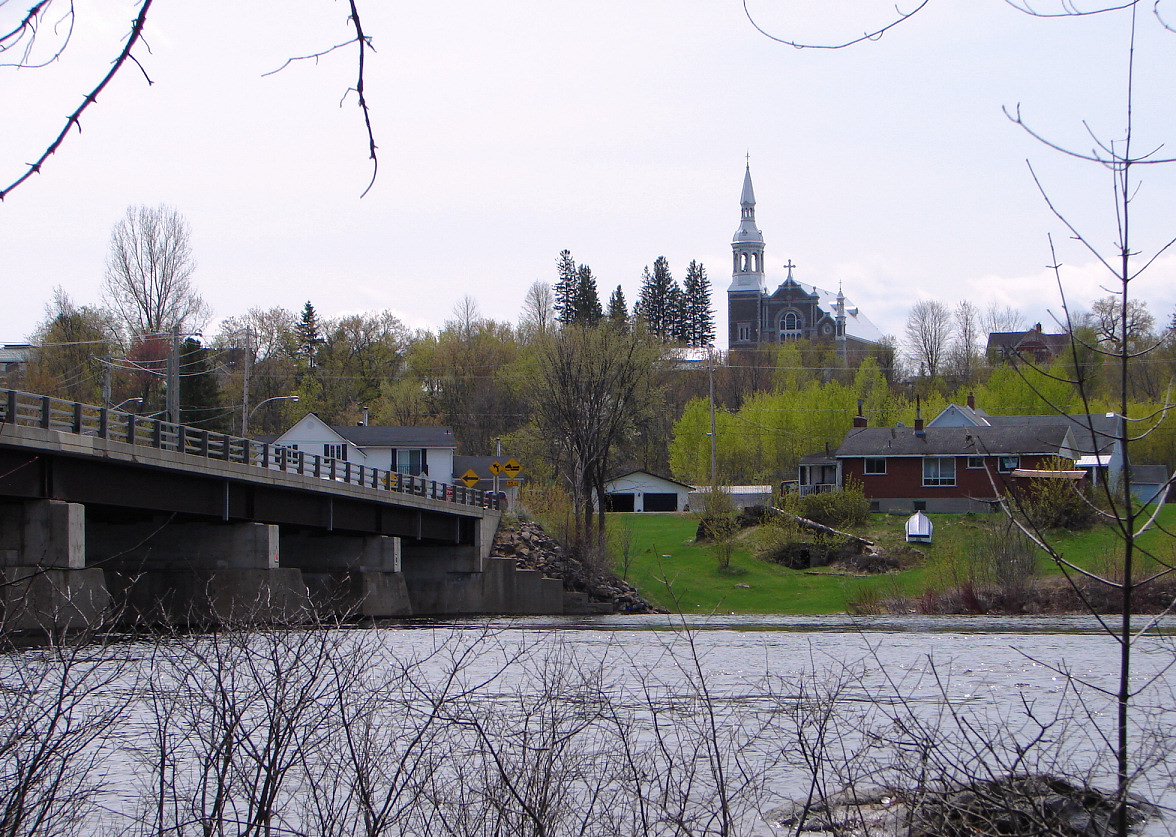
Pueblo de Chapeau

El municipio de L’Isle-aux-Allumettes se compone principalmente de Isla Allumette (en francés Île aux Allumettes), y también incluye a Morrison, Isla Marcotte, y algunos islotes menores, todos entre el chenal de la Culbute y el río Ottawa. Está situado 120 km al noroeste de Gatineau. En la ribera opuesta norte del chenal están ubicados Chicester y Waltham y en la ribera opuesta sur del Ottawa están los municipios de Petawawa, Laurentian Valley, Pembroke y Whitewater Region en la provincia de Ontario. Su superficie total es de 234,09 km², de los cuales 185,94 km² son tierra firme. La gran parte de la superficie en agua corresponde al río Ottawa . La Isla a los Allumettes es de 22 km (14 millas) de largo y 12 km (7 millas) de ancho, por lo que es la isla más grande en el curso del río Ottawa. En este punto el río Ottawa se amplía en un lago, llamado Lago Allumette, que es de 52 km (32 millas) de largo y tiene una superficie total de 120 kilómetros cuadrados (46 millas cuadradas).

## Urbanismo
El territorio se compone principalmente de tierras agrícolas. Sus centros de población son Chapeau, Desjardinsville, Centro Demers, y Saint-Joseph.

## Historia
En el pasado, la isla y los municipios se escribieron de varias maneras en francés: * Isla-des-Allumettes (La Isla de los Allumettes), L'Île-Allumettes (La Isla Allumettes), Île-aux-Allumettes (Isla a los Allumettes). En 1998, los tres municipios en la isla de los Allumettes (los municipios de cantón de L’Isle-aux-Allumettes y de L’Isle-aux-Allumettes-Partie-Est así como el municipio de pueblo de Chapeau) se agruparan para formar el municipio actual de L’Isle-aux-Allumettes.

## Política
El consejo municipal se compone del alcalde y de seis consejeros sin división territorial. El alcalde actual (2015) es Winston Sunstrum.
A nivel supralocal, L’isle-aux-Allumettes está incluso en el MRC de Pontiac. El territorio del municipio está ubicado en la circunscripción electoral de Pontiac a nivel provincial y de Pontiac también a nivel federal.

## Demografía
Según el censo de Canadá de 2011, L’Isle-aux-Allumettes contaba con 1345 habitantes. La densidad de población estaba de 7,2 hab./km². Entre 2006 y 2011 hubo una disminución de 98 habitantes (6,8 %). En 2011, el número total de inmuebles particulares era de 1122, de los cuales 558 estaban ocupados por residentes habituales, otros siendo en mayor parte residencias secundarias.
Evolución de la población total, 1991-2015

## Sociedad

### Personalidades
- William Joseph Poupore (1846-1918), politicó